# Fritillaria conica
Fritillaria conica er en planteart i liljefamilien (Liliaceae), der er hjemmehørende i det sydvestlige Grækenland. Den er endemisk for Peloponnes.

## Beskrivelse
Fritillaria conica er en 7-35 cm høj urteagtig plante med en glat stængel med 5-8 lysegrønne, blanke blade. Bladene er lancetformede til aflang-lancetformede. De basale blade er modsatte, de øverste blade er vekselvis siddende. De 1-2 terminale, klokkeformede blomster er gule. Blomsterne nikker. Efter bestøvning dannes der uvingede, cylindriske til rundlige kapsler, der indeholder bredt vingede frø, som er blandt de bredeste frø blandt de græske Fritillaria-arter. 

Det diploide kromosom sæt er 2n = 24.

## Økologi
Denne art findes på stenede kalkstensskråninger i 350 m højde over havet sammen med Quercus coccifera, Pistacia lentiscus og Phlomis fruticosa. Blomstringen finder sted i månederne marts til april.

## Etymologi
Artsbetegnelsen conica stammer fra blomsternes koniske, kegleformede form.

## Beskyttelse af arter
Denne truede art har små bestande, der er spredt over et område på omkring 400 km². Populationerne dækker et område på kun 12-16 km². Der er kun omkring 1175 voksne eksemplarer tilbage i naturen. Et tal, der fortsat er faldende. Populationerne er dog ikke meget fragmenterede og findes fire forskellige steder. Arternes bevarelse er truet af landbrug, akvakultur, husdyrbrug og kvægavl. Overgræsning udgør en udfordring, da frøproduktionen er begrænset af ødelæggelsen af blomstrende stængler. Denne art har også en dårlig evne til at formere sig vegetativt. Der er gjort en indsats for ex situ-bevaring, og arten er beskyttet af både national og international lovgivning.

## Note
1. ↑  "Fritillaria conica Boiss., Plants of the World Online, Kew Science". Kew. Hentet 2022-04-21.
2. ↑  G. Kamari: Fritillaria species (Liliaceae) with yellow or yellowish-green flowers in Greece. In: Bocconea. 5(1), 1996, 223–229, (PDF).
3. 1 2 3  G. Iatrou: Endemic Plants of Greece. Gad Publishers Limited, 2001.
4. ↑  S. Samaropoulou, P. Bareka, D. L. Bouranis, G. Kamari: Seed morphology in the genus Fritillaria (Liliaceae) from Greece and its taxonomic significance. In: Phytotaxa. 416(4), 2019, 223–237, doi:10.11646/phytotaxa.416.4.1, online auf researchgate.net.
5. ↑  A. B. Cunningham, J. A. Brinckmann, S. J. Pei, P. Luo, U. Schippmann, X. Long, Y.-F. Bi: High altitude species, high profits: can the trade in wild harvested Fritillaria cirrhosa (Liliaceae) be sustained?. In: Journal of ethnopharmacology. 223, 2018, 142–151, doi:10.1016/j.jep.2018.05.004.
6. ↑  Kamari, G. (2011, March 23). Fritillaria conica. IUCN Red List of Threatened Species. Retrieved April 21, 2022, from https://www.iucnredlist.org/species/161962/5520345